# جوزيه ويلارد
جوزيه ويلارد (بالإنجليزية: Josiah Willard)‏ هو فلاح وسياسي أمريكي، ولد في 17 نوفمبر 1805، وتوفي في 24 يناير 1868. حزبياً، نشط في الحزب الديمقراطي. وقد انتخب عضو جمعية ولاية ويسكونسن.